# Break the Rules
"Break the Rules" é uma canção da cantora e compositora inglesa Charli XCX, contida em seu terceiro álbum de estúdio, Sucker (2014). Foi composta pela própria juntamente com Daniel Omelio, Tor Erik Hermansen, Mikkel Eriksen Storleer, Magnus Høiberg, Steve Mac, e produzida por Steve Mac, Cashmere Cat e Stargate. A faixa foi disponibilizada no SoundCloud de XCX em 18 de agosto de 2014. Trata-se de uma faixa dos gêneros electro punk e synthpop, tematicamente, a inspiração partiu por uma série de coisas que a cantora estava ouvindo, enquanto estava na Suécia no final de 2013.
"Break the Rules" teve um desempenho comercial moderado, atingindo a primeira posição na Bélgica, na parada Ultratip da região da Valônia e se posicionando entre as dez primeiras posições na Alemanha, Austrália, Áustria, e na parada Ultratip da região Flanders da Bélgica. Nos Estados Unidos a canção conseguiu a posição de número 91, passando apenas três semana na parada, acompanhadas das posições 27º e 36º da Pop Songs e da Hot Dance Club Songs, respectivamente. Se posicionando entre as vinte e cinco primeiras posições na Escócia, França, Finlândia e Suíça. Em 2015, a faixa ganhou certificado de disco de platina pela Australian Recording Industry Association (ARIA) por mais de 70 mil cópias comercializadas.
A canção foi promovida com um videoclipe dirigido por Marc Klasfeld foi lançado em 25 de agosto de 2014, que apresenta cenas dela fugindo da escola para fazer compras com suas amigas, além de amostrá-la no final em um baile. A canção foi interpretada por Charli em uma série de apresentações, inclusive para a MTV Europe Music Awards, American Music Award, Dancing with the Stars, Saturday Night Live e The Today Show.
Cosmopolitan listou "Break the Rules", no número 5 na lista de melhores canções de 2014.

## Antecedentes e lançamento
Em 13 de março de 2014, Charli XCX em entrevista para a Complex revelou que estava começando a trabalhar em seu segundo álbum com Rivers Cuomo o vocalista da banda Weezer e o guitarrista Rostam Batmanglij da Vampire Weekend. Em entrevista à DIY Magazine ela declarou que ela escreveu o álbum para as garotas e que queria que elas se sentissem "uma sensação de poder". Charli explicou durante seu diário de turnê com a Replay Laserblast que o gênero do álbum ainda é pop, mas tem "muito gritos, poder feminino, garotas de gangue, Bow Wow Wow" para se sentir ao mesmo tempo. Ela também disse em uma entrevista ao site Idolator que Sucker terá influências do punk, listando Weezer, The Hives e The Ramones como inspirações para o álbum.
Sucker estava previsto para ser lançado em 21 de Outubro de 2014, mas em 22 de setembro de 2014, Charli anunciou que a data de lançamento do álbum seria adiado para 12 de Dezembro de 2014 devido ao sucesso inesperado de "Boom Clap", e que ela e sua equipe precisariam de mais tempo para "lançar o álbum corretamente".
A estreia do single ocorreu em 18 de agosto de 2014, através da conta da cantora no SoundCloud.  Em seguida, iniciou-se as vendas da canção na iTunes Store através de download digital, e posteriormente no Google Play e Amazon.com. A música foi enviada para as rádios contemporâneas no dia 7 de Outubro de 2014.

## Recepção crítica
Robbie Daw do Idolator disse "Aqui o talento de Charli para um refrão cativante, cheio de atitude é evidente mais do que nunca, e a canção é dado um fascínio graças a uma espessura adicionada, uma batida pesada e um refrão sintetizado mãos no ar - completa com a cantora cantando junto com algum na na na na nas até o final da coisa toda". Carolyn Menyes da Music Times disse que a faixa é uma maravilhosa pérola de rebeldia, um pop atrevido, que está longe de ser encontrado nas paradas.
o segundo single de retrocesso "Break the Rules" trata as almofadas de sintetizadores como guitarras de rock, em última análise, andando afastado com um gancho que é ainda mais memorável do que "Boom Clap".
Jacob Kastrenakes da The Verge escreveu que Charli XCX pode fazer complicado e estranho, e que tudo acaba bem. Mas quando ela só faz uma música pop em linha reta, ao que parece muito, muito bem. XCX está lentamente tomando conta do mundo pop, desde a ajuda do lançamento de Ryn Weaver para o estrelato e contribuindo com uma parte do enorme sucesso de "Fancy". E se seu mais recente single é qualquer prova, ela ainda está apenas se aquecendo. "Break the Rules", estreou no BuzzFeed, esta manhã, e é basicamente um sinal de que seu próximo álbum vai ser tudo o que você está ouvindo quando ele sai daqui a dois meses.
Lee Hawthorn da TheRootMusic descreveu a canção com "infecciosa" e "pop de ouro" dizendo ensaboada em amarrações de sintetizadores sublimes e baixo crescendo, "Break the Rules" é uma concorrente atrasada para música do verão. Este hino de adolescente rebelde está gritando por um lugar na trilha sonora da FIFA 15 e, sem dúvida, acabara em uma série de anúncios. É o tipo de faixa que não estará indo embora calmamente e susceptível antes de ser ouvida por semanas, se não meses para vir - e há uma boa chance de eu não poder mesmo me cansar dela.
Marian Wyman da The Heights disse que a faixa se destaca em Sucker como a canção mais popular, e por boas razões. "Break the Rules" está apto para a cena clube com um baixo pesado e um ritmo de dança consistente. Essa faixa ganhou o jogo de rádio significativa, é animada, e capta completamente a ideia de pop, o que o torna acessível para vastamente diferentes públicos. Com "Break the Rules", Charli XCX define o tom para tudo o que Sucker contém. Ele desafia a típica, música pop exagerada e se aventura nos gêneros dance, eletrônica e punk. Tarynn Law da The 405 disse "a previsivelmente enorme e insanamente cativante 'Break the Rules'. Ela tem atitude muito além de seus anos e tem um dos maiores ganchos que eu ouvi há algum tempo". Will Hermes da Rolling Stone, comentou que Aitchison entende que a diferença para uma grande música idiota e uma grande incrível música idiota é muitas vezes apenas um pouquinho mais de groove, ritmo, ginga. Um riff de guitarra inteligente e synth juntos resultam numa ótima química em “Gold Coins,” e “Break the Rules” fica incrível por rimar o título com "I don't want to go to school". Ed Nights da The Gizzle Review deu uma crítica positiva dizendo "Break the Rules é tudo que você esperaria de um single de Charli XCX, que é o que o torna ótimo. estética pop punk; juvenil, hino, refrões gritados; gloriosa mistura de guitarras e sintetizadores; e um gancho "na na na". Ironicamente, para o título da canção, ela se tornou o mestre de seu próprio modelo em grande parte definida por seu sucesso com Icona Pop, I Love It. A rebelde Break the Rules é obrigada a empurra-la ainda mais para a ribalta - vamos esperar que ela possa segui-lo com um álbum igualmente bem sucedido (mas quebrando ainda mais regras)".
Luis Gonzalez da Album Confessions elogiou a canção dizendo "É mais um passo criticamente aclamado na direção certa para a jovem artista. A canção apresenta uma atrevida, personalidade rebelde e a capacidade de criar um gancho médio". Em uma crítica mista para a revista The Edge, Camilla Cassidy disse "As letras não são memoráveis e sem um ritmo agarrando para carregá-las, "Break The Rules" é um decepcionante seguimento dos sucessos anteriores de Charli XCX. Dito isto, é uma canção bastante divertida que vai apelar para o seu público-alvo e, é claro, o resto de nós que estarão vivendo indiretamente através dele.

## Videoclipe
O videoclipe oficial foi liberado em 25 de agosto de 2014 no Youtube. O vídeo possui referências aos filmes Carrie, The Craft, e Jawbreaker e ao seriado animado The Simpsons. O vídeo conta com  a participação da atora Rose McGowan, que estrela o filme Jawbreaker.

## Composição
Em uma entrevista para o site americano BuzzFeed, Charli falou sobre o que a inspirou a escrever a canção. Basicamente, a inspiração da artista para escrever o tema foi músicas que a cantora estava ouvindo e a sua transição de gênero. Na entrevista, ela disse: "Essa música é inspirada por muitas coisas que eu estava ouvindo enquanto estive na Suíça no final do ano passado. Eu passei mais ou menos um mês fazendo um álbum punk e regravando músicas punk de bandas suíças como Snuffed by the Yakuza e outras coisas. Essa música foi escrita quando eu sai pelo outro lado dessa fase punk e transformei tudo em algo mais pop. Obviamente, é sobre não dar a mínima".

## Faixas e formatos
| Download digital |                   |         |  |
| N.º              | Título            | Duração |  |
| 1.               | "Break the Rules" | 3:23    |  |

| CD single da Alemanha |                                  |         |  |
| N.º                   | Título                           | Duração |  |
| 1.                    | "Break the Rules"                | 3:23    |  |
| 2.                    | "Break the Rules" (Tiësto Remix) | 4:25    |  |

| CD single da Austrália |                                  |         |  |
| N.º                    | Título                           | Duração |  |
| 1.                     | "Break the Rules"                | 3:23    |  |
| 2.                     | "Break the Rules" (Tiësto Remix) | 4:25    |  |
| 3.                     | "Break the Rules" (Odesza Remix) | 4:00    |  |
| 4.                     | "Break the Rules" (Broods Remix) | 2:52    |  |
| 5.                     | "Boom Clap"                      | 2:49    |  |

| Download digital de remixes |                                  |         |  |
| N.º                         | Título                           | Duração |  |
| 1.                          | "Break the Rules" (Tiësto Remix) | 4:25    |  |
| 2.                          | "Break the Rules" (Odesza Remix) | 4:00    |  |
| 3.                          | "Break the Rules" (Broods Remix) | 2:52    |  |

## Créditos
Os créditos seguintes foram adaptados do encarte do álbum Sucker:
Gravação
- Gravada por David Russell nos Rokstone Studios, Londres, Inglaterra e Westlake Audio, Los Angeles, Califórnia
- Misturada por Rob Orton nos Hot Rocks Studios, Santa Mônica, Califórnia
- Masterizada por Stuart Hawkes no Metropolis Studios, Londres, Reino Unido

Pessoal
- Charli XCX - composição, vocais
- Steve Mac - composição, produção, teclado
- Tor Erik Hermansen - composição
- Mikkel Eriksen Storleer - composição
- Daniel Omelio - composição, guitarras
- Magnus August Hoiberg - composição
- Stargate - produção
- Cashmere Cat - produção, programação adicional
- Chris Laws - engenharia, bateria
- Dann Pursey - engenharia, percussão
- Tony Lake - engenharia adicional
- Steve Pearce - baixo
- Macy McCutcheon - vocais
- Bea Rexstrew - vocais
- Kirstin Hume - vocais
- Katie Littlewood - vocais

## Desempenho nas tabelas musicais
"Break the Rules" conseguiu um desempenho comercial moderado. Nos Estados Unidos estreou na posição de número cem na Billboard Hot 100.
| Parada (2014-15)                                  | Melhor posição |
| ------------------------------------------------- | -------------- |
| O campo songid é OBRIGATÓRIO PARA PARADA ALEMÃ    | 4              |
| Austrália (ARIA)                                  | 10             |
| Áustria (Ö3 Austria Top 75)                       | 6              |
| Bélgica (Ultratop 50 de Flandres)                 | 17             |
| Bélgica (Ultratop 50 da Valônia)                  | 14             |
| Canadá (Canadian Hot 100)                         | 69             |
| Canadá (Billboard CHR/Top 40)                     | 40             |
| Escócia (Scottish Singles Chart)                  | 15             |
| Eslováquia (Rádio Top 100)                        | 58             |
| Estados Unidos (Billboard Hot 100)                | 91             |
| Estados Unidos (Billboard Dance/Mix Show Airplay) | 39             |
| Estados Unidos (Billboard Dance Club Songs)       | 36             |
| Estados Unidos (Billboard Mainstream Top 40)      | 27             |
| Finlândia (Suomen virallinen lista)               | 22             |
| França (SNEP)                                     | 13             |
| Irlanda (IRMA)                                    | 46             |
| Japão (Japan Hot 100)                             | 62             |
| Noruega (VG-lista)                                | 34             |
| Nova Zelândia (Recorded Music NZ)                 | 31             |
| Polónia (Dance Top 50)                            | 42             |
| Reino Unido (UK Singles Chart)                    | 35             |
| República Checa (Rádio Top 100)                   | 22             |
| Suíça (Schweizer Hitparade)                       | 13             |

| País             | Certificação | Vendas    |
| ---------------- | ------------ | --------- |
| Alemanha (BVMI)  | Ouro         | + 200.000 |
| Austrália (ARIA) | Platina      | + 70.000  |
| Estados Unidos   | Ouro         | + 500.000 |

## Histórico de lançamento
| País           | Data                   | Formato                    | Gravadora        | Ref.   |
| -------------- | ---------------------- | -------------------------- | ---------------- | ------ |
| Nova Zelândia  | 9 de Agosto de 2014    | Download digital           | Atlantic Records | [ 55 ] |
| Canadá         | 19 de Agosto de 2014   | Download digital           | Atlantic Records | [ 56 ] |
| Estados Unidos | 19 de Agosto de 2014   | Download digital           | Atlantic Records | [ 57 ] |
| Reino Unido    | 22 de Setembro de 2014 | Contemporary hit radio     | Atlantic Records | [ 58 ] |
| Austrália      | 10 de Outubro de 2014  | Download digital           | Atlantic Records | [ 59 ] |
| Irlanda        | 10 de Outubro de 2014  | Download digital           | Atlantic Records | [ 60 ] |
| Reino Unido    | 12 de Outubro de 2014  | Download digital           | Atlantic Records | [ 61 ] |
| Finlândia      | 17 de Outubro de 2014  | Download digital           | Atlantic Records | [ 62 ] |
| Noruega        | 17 de Outubro de 2014  | Download digital           | Atlantic Records | [ 63 ] |
| Suécia         | 17 de Outubro de 2014  | Download digital           | Atlantic Records | [ 64 ] |
| França         | 27 de Outubro de 2014  | Download digital           | Atlantic Records | [ 65 ] |
| Irlanda        | 31 de Outubro de 2014  | Digital download (remixes) | Atlantic Records | [ 66 ] |
| Reino Unido    | 2 de Novembro de 2014  | Digital download (remixes) | Atlantic Records | [ 67 ] |
| França         | 3 de Novembro de 2014  | Digital download (remixes) | Atlantic Records | [ 68 ] |
| Itália         | 7 de Novembro de 2014  | Contemporary hit radio     | Warner           | [ 69 ] |
| Itália         | 11 de Novembro de 2014 | Download digital           | Atlantic Records | [ 70 ] |
| Austrália      | 21 de Novembro de 2014 | CD single                  | Warner           | [ 26 ] |
| Alemanha       | 16 de Janeiro de 2015  | Download digital           | Atlantic Records | [ 71 ] |
| Alemanha       | 16 de Janeiro de 2015  | CD single                  | Warner           | [ 25 ] |